# Earl Chudoff
Earl Chudoff (* 15. November 1907 in Philadelphia, Pennsylvania; † 17. Mai 1993 ebenda) war ein US-amerikanischer Politiker. Zwischen 1949 und 1958 vertrat er den Bundesstaat Pennsylvania im US-Repräsentantenhaus.

## Werdegang
Earl Chudoff besuchte die öffentlichen Schulen seiner Heimat. Danach studierte er bis 1929 Wirtschaftslehre an der zur University of Pennsylvania gehörenden Wharton School. Nach einem anschließenden Jurastudium an der University of Pittsburgh und seiner 1933 erfolgten Zulassung als Rechtsanwalt begann er in Philadelphia in diesem Beruf zu arbeiten. Zwischen 1936 und 1939 arbeitete er für das Ministerium der Staatsregierung von Pennsylvania, wo er unter anderem für die Überprüfung von Krediten im Bankwesen zuständig war. Während des Zweiten Weltkrieges war er zwischen 1942 und 1945 Mitglied der Reserve der US-Küstenwache. Politisch schloss er sich der Demokratischen Partei an. Zwischen 1941 und 1948 saß er als Abgeordneter im Repräsentantenhaus von Pennsylvania.
Bei den Kongresswahlen des Jahres 1948 wurde Chudoff im vierten Wahlbezirk von Pennsylvania in das US-Repräsentantenhaus in Washington, D.C. gewählt, wo er am 3. Januar 1949 die Nachfolge des Republikaners Franklin J. Maloney antrat. Nach vier Wiederwahlen konnte er bis zu seinem Rücktritt am 5. Januar 1958 im Kongress verbleiben. In diese Zeit fielen unter anderem der Kalte Krieg, der Koreakrieg und innenpolitisch die Bürgerrechtsbewegung.
Chudoffs Rücktritt erfolgte nach seiner Ernennung zum Berufungsrichter in Philadelphia. Dieses Amt übte er bis zu seinem Eintritt in den Ruhestand im Jahr 1974 aus. Er starb am 17. Mai 1993 in seiner Heimatstadt Philadelphia.